# José Antônio Martins Galvão
José Antônio Martins Galvão, mais conhecido como Galvão (Lins, 8 de julho de 1982), é um ex-futebolista brasileiro que atuava como atacante.

## Carreira
Galvão iniciou sua carreira profissional no União São João em 2001. Em 2002, foi emprestado ao Esporte Clube Pelotas e em seguida rodou por diversos clubes, inclusive internacionais. Dentre os times pelos quais passou encontram-se: Servette, na Suíça, em 2003, Ituano em 2004.
Ganhou destaque nacional quando marcou 16 gols, na Série A de 2004, pelo Paraná Clube.
Atuou pelo Sanfrecce Hiroshima, do Japão, em 2005, onde marcou 13 gols.
Em 2006, é anunciado para jogar no Santos FC por empréstimo, onde conquistou o Campeonato Paulista. Teve poucas chances para atuar, e fez 9 jogos e nenhum gol pelo clube.
Em maio de 2006, Galvão se transferiu para o Atlético Mineiro, onde marcou dois gols em sua estreia pelo clube. Em sua segunda partida, entrou aos 40 minutos do segundo tempo, e marcou o gol de empate do Atlético Mineiro, assim conquistando o coração da massa atleticana. Ele fez parte do elenco Atleticano que conquistou a Série B daquele ano, marcando 7 gols. No jogo Atlético Mineiro 4–0 São Raimundo/PA pela Série B de 2006 ele foi o nome do jogo, marcando três dos quatro gols da partida, inclusive o gol que foi eleito o mais bonito da Série B daquele ano, em que Rafael Miranda chutou de fora da área, e Galvão pegou o rebote, fez a finta no goleiro, e sem ângulo e sem ver ele tocou de calcanhar para o gol. Mas em julho, Galvão se machucou e ficou sem jogar durante três meses. Após sua recuperação, ele foi jogar no São Caetano.
Após uma passagem rápida e sem sucesso pelo São Caetano, no início de 2008, o jogador foi contratado pelo EC Bahia em maio do mesmo ano, onde marcou 7 gols em 17 jogos, se firmando como titular, garantindo a camisa 9, e conquistando a torcida tricolor.
No início de 2009, foi contratado pelo Vila Nova.
No início de 2010, acertou com o Boavista-RJ.

## Títulos
União São João
- Vice-Campeonato Paulista: 2002

Santos
- Campeonato Paulista: 2006

Atlético Mineiro
- Campeonato Brasileiro - Série B: 2006[13]
- Campeonato Mineiro: 2007